# Dativo
Il caso dativo è presente in varie lingue; in italiano è limitato ad alcuni pronomi, mentre è di uso esteso e frequente in molte lingue che conoscono una declinazione del nome o dell'aggettivo, come il latino, il greco, il russo o il tedesco. In queste ultime lingue, nelle grammatiche, per convenzione occupa spesso il terzo posto, dopo nominativo e genitivo.
Il dativo esprime di regola l'oggetto indiretto/complemento di termine, ma è spesso retto da preposizioni per esprimere diverse altre funzioni.

## Italiano
In italiano, una declinazione del nome è assente, per cui un vero caso dativo si ha solo con alcuni pronomi, in particolare quelli personali (nei quali, peraltro, solo le terze persone singolari hanno una forma di dativo distinta da quella dell'accusativo). 
- 1.a persona: mi vedono (complemento oggetto) / mi dicono (complemento di termine);
- 2.a persona: ti vedono (complemento oggetto) / ti dicono (complemento di termine);
- 3.a persona: lo/la vedono / gli/le dicono.

Un altro pronome che possiede il dativo è quello relativo (in cui peraltro la forma coincide con quella del genitivo): cui.

## Latino
In latino il dativo assume normalmente la funzione di complemento di termine (per esempio: do librum Marco, do il libro a Marco), di fine o anche di vantaggio (per esempio: pugno patriae, combatto per la patria). Può avere anche altre funzioni, come ad esempio il dativo etico, usato in espressioni a carattere affettivo (per esempio: vale mihi, stammi bene).

## Greco antico
In greco antico invece ha un uso molto più ampio, a causa dell'assenza del caso strumentale nella lingua greca, per cui i complementi espressi dallo strumentale nelle lingue indeuropee sono confluiti nel greco al caso dativo, per un fenomeno di sincretismo: il dativo, dunque, rende  ad esempio il complemento di mezzo, il complemento di causa e il complemento di causa efficiente. Inoltre il dativo semplice anche in greco traduce il complemento di termine (a chi? a che cosa?); ancora, il dativo preceduto dalla preposizione "ἐν" traduce il complemento di stato in luogo (ἐν τῷ Ὀλύμπῳ nell'Olimpo).

## Tedesco
In tedesco il dativo è di norma impiegato per esprimere il complemento di termine. A causa della ridotta declinazione del sostantivo, viene generalmente evidenziato con morfemi appositi nell'articolo o nell'aggettivo (das Kind, il bambino; dem Kind, al bambino). In alcuni casi, per lo più arcaizzanti o letterari, viene conservata una terminazione di dativo anche nel nome, per esempio dem deutschen Volke "al popolo tedesco"). In altri casi, anch'essi di uso stereotipato, è la semantica che fa capire la presenza del dativo anche in mancanza di marche formali: Gott sei Dank! "grazie a Dio!", lett. "(a) Dio sia ringraziamento").
Questo caso, in tedesco, è retto inoltre da una serie di preposizioni ed è usato per indicare lo stato in luogo.